# Jörgen Jönsson
Ulf Peter Jörgen Jönsson (Ängelholm, 29 settembre 1972) è un ex hockeista su ghiaccio svedese.

## Palmarès

### Olimpiadi
- Oro a Lillehammer 1994.
- Oro a Torino 2006.

### Mondiali
- Oro a Svizzera 1998.
- Oro a Lettonia 2006.
- Argento a Finlandia 1997.
- Argento a Finlandia 2003.
- Argento a Repubblica Ceca 2004.
- Bronzo a Italia 1994.
- Bronzo a Norvegia 1999.
- Bronzo a Germania 2001.
- Bronzo a Svezia 2002.